# Урбан VI
Урба́н VI (лат. Urbanus PP. VI; Urbanus Sextus, в миру — Бартоломео Пріньяно, італ. Bartolommeo Prignano; 1318, Неаполь — 15 жовтня 1389) — папа римський з 8 квітня 1378 до 15 жовтня 1389 року. Останній папа римський, обраний не з кардиналів; був відомий своїм деспотичним характером, чим змусив кардиналів за кілька місяців обрати антипапу, що стало початком Великої схизми.

## Біографія
Народився в Неаполі, де був пострижений у ченці та став ученим-казуїстом, здобувши освіту в Авіньйоні. 21 березня 1364 року він став архієпископом Ачеренци (Неаполітанське королівство). 1377 року став архієпископом Барі.

### Обрання та початок правління
1378 року після смерті Григория XI, який повернувся до Рима, поклавши край авіньйонському полону. Народ Рима зажадав обрання папи італійського походження, підозрюючи, що папа-француз може знову перенести свою резиденцію в Авіньйон.
Конклав у замку Святого Ангела, на який прибули 16 із 23 кардиналів, завершився 8 квітня 1378 року. Конклав проходив за вкрай напружених умов. То був перший конклав на території Рима за, практично, століття, з часів початку Авіньйонського полону, й римляни вкрай агресивно сприйняли спробу курії залишити місто лише за півтора року після повернення папи Григорія. Усі ворота міста було зачинено, а вулиці заповнились озброєним натовпом. Народ вимагав обрання папою уродженця Рима, зрештою, хоча б італійця, але в жодному разі не француза. З 16 кардиналів, які на той момент перебували в Римі, італійцями були четверо, 11 — французами й 1 — іспанцем. Серед італійців були кардинал Орсіні, який був надто молодим для Святого Престолу, і Тебальдескі, який був надто старим, решта італійців не були римлянами — Корсіні з Флоренції та Симоне да Борсано з Мілана. З 11 французів шестеро були з провінції Лімож (більшість родичів покійного Григорія), й вони бажали бачити на престолі папу з рідної області; п'ятеро інших, яких очолював Роберт Женевський, формували так звану Галльську партію. Обрати римлянина Тебальдескі для більшості кардиналів було неприйнятним, оскільки це б означало прогнутись перед римським натовпом, флорентієць походив з міста, яке перебувало під інтердиктом, а Орсіні був занадто молодим.
Зрештою, вибір зупинився на архієпископі Барі, родом з Перуджі, в результаті чого Бартоломео Пріньяно став папою. За нього проголосували всі, окрім кардинала Орсіні та архієпископа Флоренції. На той момент вибір здавався мудрим — Пріньяно мав твердий характер, ділову хватку та був популярним серед римлян, а також проживав в Авіньйоні, що вселяло у багатьох таємні сподівання, що той, хто жив у цьому розкішному куртуазному місті, не зможе залишитись у Римі, де панувала розруха. Сам архієпископ Барі не був присутнім на конклаві, й до нього був відряджений гонець зі звісткою про його обрання, після чого він швидко приїхав до Ватикану.
Якимось чином чутки про те, що вибір зроблено, вийшли за стіни конклаву. Проте народ не довідався імені, й помилково вирішив, що вибір зроблено на користь Тебальдескі. І в той час, як римляни з радістю вирушили громити його будинок (традиція), інші вломились до приміщення, де засідав конклав, із криками «У нас папа римлянин!». Кардинали не стали виводити їх з омани, злякавшись, що можуть постраждати від натовпу, та спробували швидко втекти.
У підсумку у Ватикані залишились тільки Тебальдескі, який був надто старим, щоб утекти, й новообраний папа, який перебував у найбільш віддаленому покої. Коли з'ясувалось, кого саме було обрано, кількох кардиналів все ж знайшли та доставили до Ватикану, проте у них стало мужності повторити, що Урбана VI було обрано належним чином. Зрештою, 18 квітня 1378 року в присутності всіх легатів, які погодились приїхати, корону було вручено Урбану. Цей звичай (причому папа мав сидіти на троні перед собором святого Петра, а потім слідувати в процесії до Латеранської базиліки) саме з часів Урбана VI став традиційним. Попереднього разу така процесія проходила ще 769 року під предводительством папи Стефана IV, тож про цю традицію практично забули.
10 квітня 1378 року новий папа був коронований і кардинали-виборщики висловили йому шану як законно обраному папі. Пріньяно узяв ім'я Урбана VI. Він став останнім папою, обраним не з числа колегії кардиналів.
Хоча папська коронація була проведена із надзвичайною ретельністю, щоб не виникло жодного питання щодо її легітимності, французи не були задоволені, втративши понтифікат зі своїх рук, і негайно заходились організовувати змови проти нового папи. Урбан демонстрував їм зверхність і гнів, натомість кардинали очікували від нього покори.

Герб Урбана VI — в золотому полі лазуровий орел

Урбан VI розпочав своє правління з автократичних заходів, спрямованих проти кардиналів і куріальних сановників неіталійського походження. Вибуховий характер папи та його незграбні починання спричиняли загальне невдоволення. Вже до осені 1378 року папа налаштував проти себе майже всіх кардиналів.
Одразу ж після свого обрання Урбан почав наполягати, щоб курія та кардинали припинили отримувати подарунки, пенсії та хабарі; він засуджував розкіш їхнього життя та примноження майна. Окрім того, він відмовився перенести резиденцію назад до Авіньйона, як би його не кликав Карл V Мудрий, та за підозрою у зраді позбавив духовного сану деяких осіб.

### Розкол церкви

Італія у XV столітті

Понівечений стан Рима дав кардиналам привід залишити його та поїхати до своїх домівок в Ананьї, облаштованих ними за часів попередників нового папи. Звідти їм було зручно листуватись із Неаполем і графом ді Фонді; на додачу, туди ж приїхав архієпископ Арля, який привіз із собою папську тіару та інші скарби понтифіків. Урбан наказав його заарештувати й закликав кардиналів приєднатись до нього в Тіволі. Він погрожував їм створити додаткові кардинальські посади, звичайно, для італійців. Таких місць він створив 24 (ще 4 відмовились від такої «честі»), а також конфіскував на користь церкви низку земель, що надало йому кошти для війни.
Кардинали були надзвичайно ображені поведінкою Урбана. За п'ять місяців після попереднього конклаву більшість кардиналів-виборщиків (13 французів і 3 італійці, які до них долучились), зібрались в Ананьї (в цьому місті провів свої останні місяці попередній папа, і тому у кардиналів там було багато майна та інфраструктура) й, безуспішно запросивши Урбана, який не прибув, 9 серпня опублікували маніфест, в якому скасували рішення попереднього зібрання (під приводом, що вони відчували тиск народу). За маніфестом послідував лист (20 серпня) до італійських кардиналів, які були відсутніми, в якому проголосили, що папський престол Sede vacante. Тоді кардинали в Ананьї проголосили Урабана обраним незаконно («конклаву погрожували»), і 20 вересня 1378 року почали процедуру обрання нового папи, яким виявився Роберт Женевський, який узяв ім'я Климента VII. Три італійських кардинали, яких відрядили для перемовин, вирішили зберігати нейтральність, очікуючи, чим все скінчиться. Четверти, ді Луна, став перебіжчиком, а пізніше й сам став антипапою Бенедиктом XIII.
Обидва папи наклали один на одного анафему, зробивши, таким чином, церковний розкол завершеним фактом. Розкол Західної церкви пізніше отримав назву Великої схизми й тривав упродовж кількох десятиліть. Коли почалась Велика схизма, християнський світ розділився на два табори, причому причини надання переваги Урбану чи антипапі залежали більше від політики, ніж від релігії. Іспанія, Савойя, Кіпр і деякі німецькі принци стояли за антипапу, Франція коливалась і подекуди займала нейтральну сторону, Шотландія природно встала на позицію, протилежну до англійської, тобто проти Урбана. Законність обрання Урбана VI було визнано Священною Римською імперією, Угорщиною, Польщею, скандинавськими країнами та Англією; Климента підтримували Франція, Шотландія, Неаполь, Сицилія та країни Піренейського півострова.
В буллі від 13 грудня 1378 року Урбан VI наважився прохати про духовну допомогу всіх вірян, і Катерина Сієнська розіслала буллу зі своїм супровідним листом усім особам, що мали духовний авторитет, яких вона знала, прохаючи їх виступити відкрито єдиним фронтом на захист Урбана VI. Багато істориків кажуть, що Катерина фактично «змусила світ визнати папу Урбана VI».

### Напад антипапи на Рим
В Римі папа Урбан жив у Санта-Марія-ін-Трестевере, тому що Ватикан перебував у небезпечній близькості від замку Святого Ангела, який контролював французький гарнізон, тобто прибічники антипапи. Влада в місті була під загрозою.
Стіни Рима погано захищались, а обороняти необхідно було 13 воріт. Кампанью грабували дикі бретонські найманці, колись запрошені Григорієм XI для примирення Романьї, а тепер втягнуті до війни проти його наступника. Іншим супротивником був герцог Людовик Анжуйський, брат французького короля, який очолив похід Урбана. Антипапа Климент розраховував увійти до Рима та взяти під контроль замок Святого Ангела завдяки підтримці його французького коменданта.

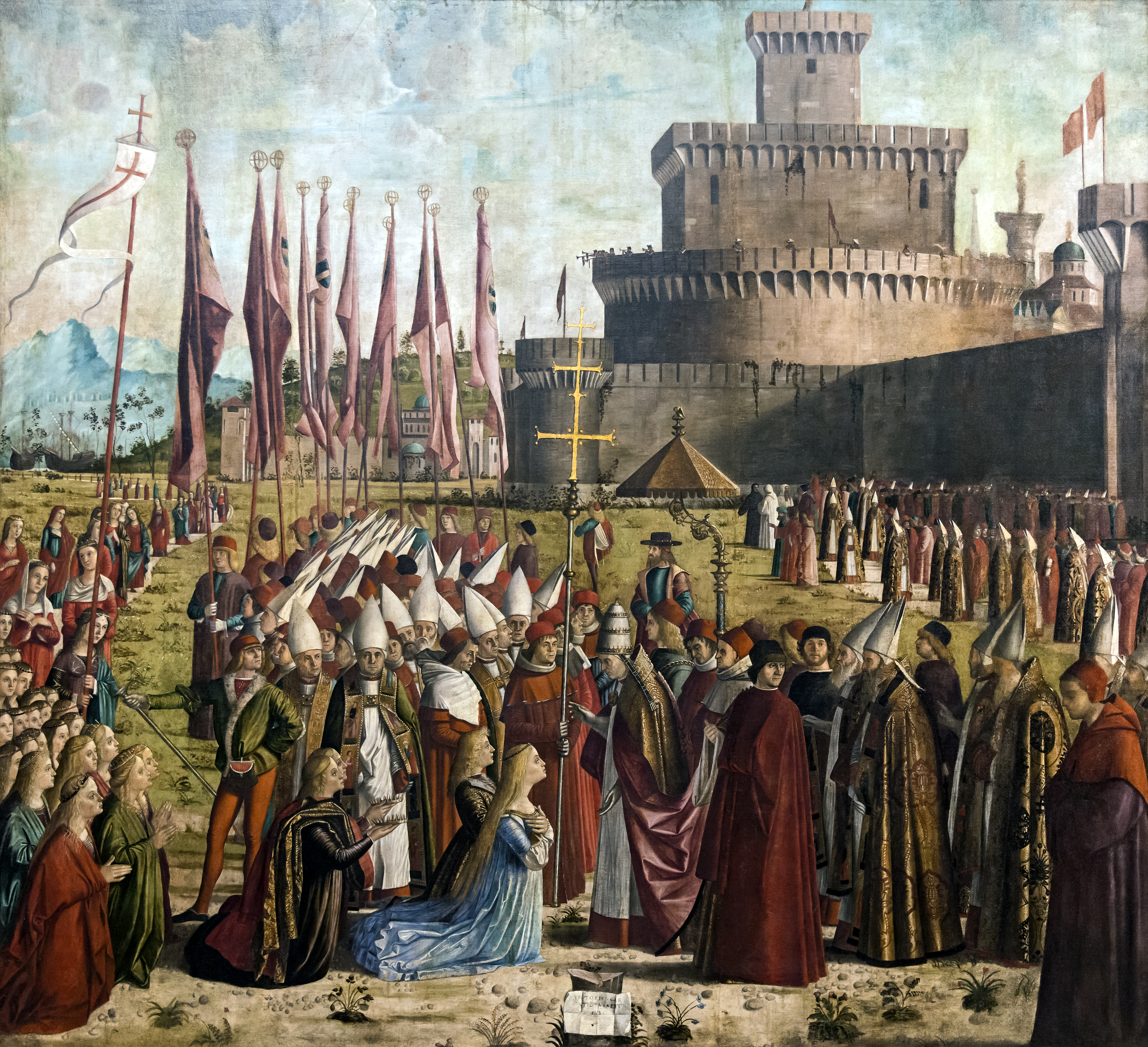
Замок Святого Ангела на картині Вітторе Карпаччо («Свята Урсула на колінах перед папою римським»)

Проте, перемога римлян при Марино, яка не лише звільнила Рим від страху перед бретонцями, але й змусила Климента тікати в Гаесту. Він втік до Неаполя, чия королева гостинно прийняла його. Неаполітанці, однак, протестували проти надання притулку антипапі, тож Климент сховався на власному кораблі та відплив до Авіньйона. Там він урочисто одягнув собі на голову папську тіару, яку архієпископ Арльський привіз йому з Рима. Кардинали, які перебували в Авіньйоні, одразу ж визнали його справжнім папою, так само як і французький король. Таким чином, надія, що Карл V підтримає Урбана, зникла.
Проте замок Святого Ангела продовжував опиратись, і Урбану рішучу необхідно було взяти його під контроль. Командир гарнізону, почувши новини про нову перемогу Урбана при Марино, за 13 миль від Рима, вирішив стати до перемовин і здати замок у квітні 1379 року. Коли останній французький солдат залишив стіни Замку, знавіснілий натовп увірвався до фортеці, яку так довго тримала в облозі, та розгромила її, тож колишній мавзолей Адріана з тих пір тривалий час залишався у жахливому стані. З Рима також було вигнано рід Орсіні.
Тим не менше, після відходу антипапи ситуація в Римі не покращилась. Гнів городян обернувся проти самого Урбана. Ставлення римлян до Урбана почало погіршуватись. Новизна від повернення папського престолу з Авіньйона нівелювалась; на додачу, це повернення принесло Риму не розкіш і багатство, а війну та руйнування. Скарбниця Урбана була пустою, й він не міг витрачати на місто гроші; його характер також не сприяв зростанню популярності. Зрештою, розгніваний натовп увірвався до Ватикану. Заколотники, увірвавшись до зали, побачили Урбана на троні у повних папських одежах і в митрі. В результаті натовп заспокоївся й пішов. Примирення між римлянами й папою, зрештою, стало останнім суспільним діянням святої Катерини Сієнської.

### Боротьба з Неаполем
У Римі брутальність і неврівноваженість Урбана набували дедалі гостріших форм. Він сприяв вторгненню до Південної Італії Лайоша Великого, короля Угорщини та Польщі, а також почав боротьбу з королевою Джованною Неаполітанською, відвернувшись від своєї попередньої покровительки наприкінці літа 1378 року й проголосивши її ворогом апостольської столиці, оскільки вона підтримувала авіньйонців. Її кузен Карл Малий скористався підтримкою Урбана й скинув королеву з престолу, убивши її та викравши її корону. В обмін на підтримку він обіцяв папі землі, проте коли Луї Анжуйський та Амадей VI Савойський вторглись до Неаполітанського королівства, він відмовився виконувати свою обіцянку й повернув проти Урбана.

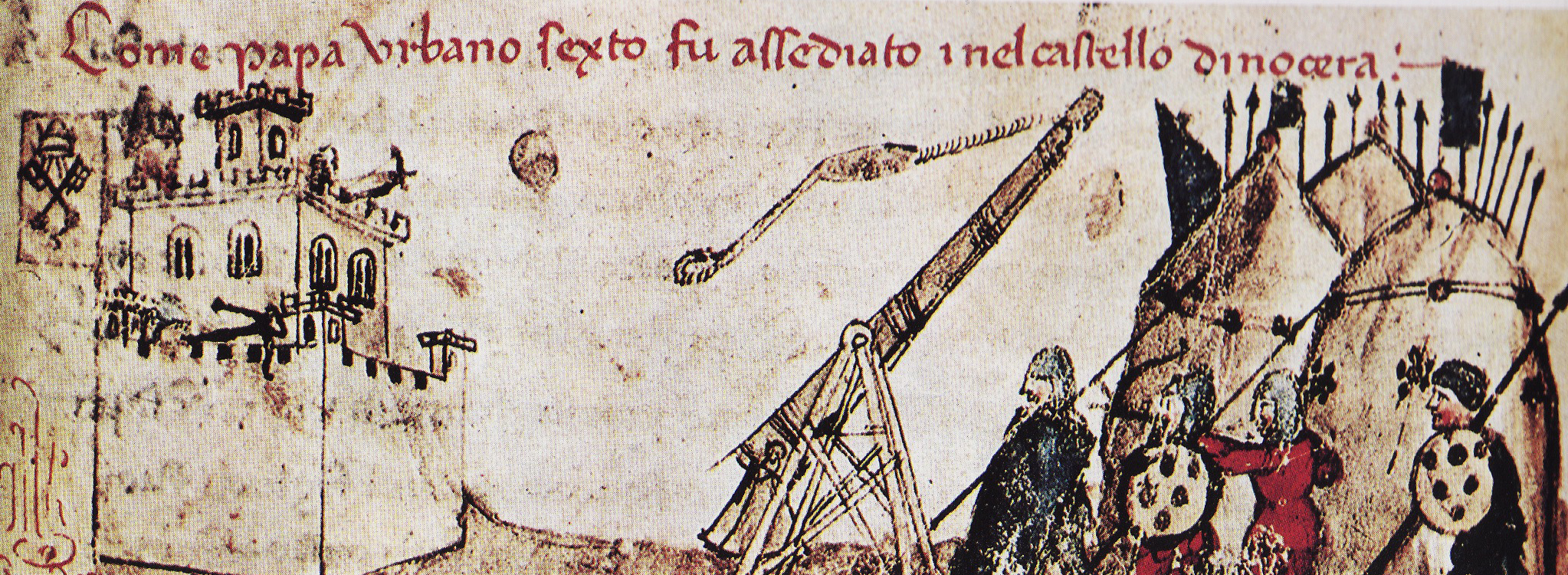
Урбан проклинає Карла Неаполітанського зі стін Ночери

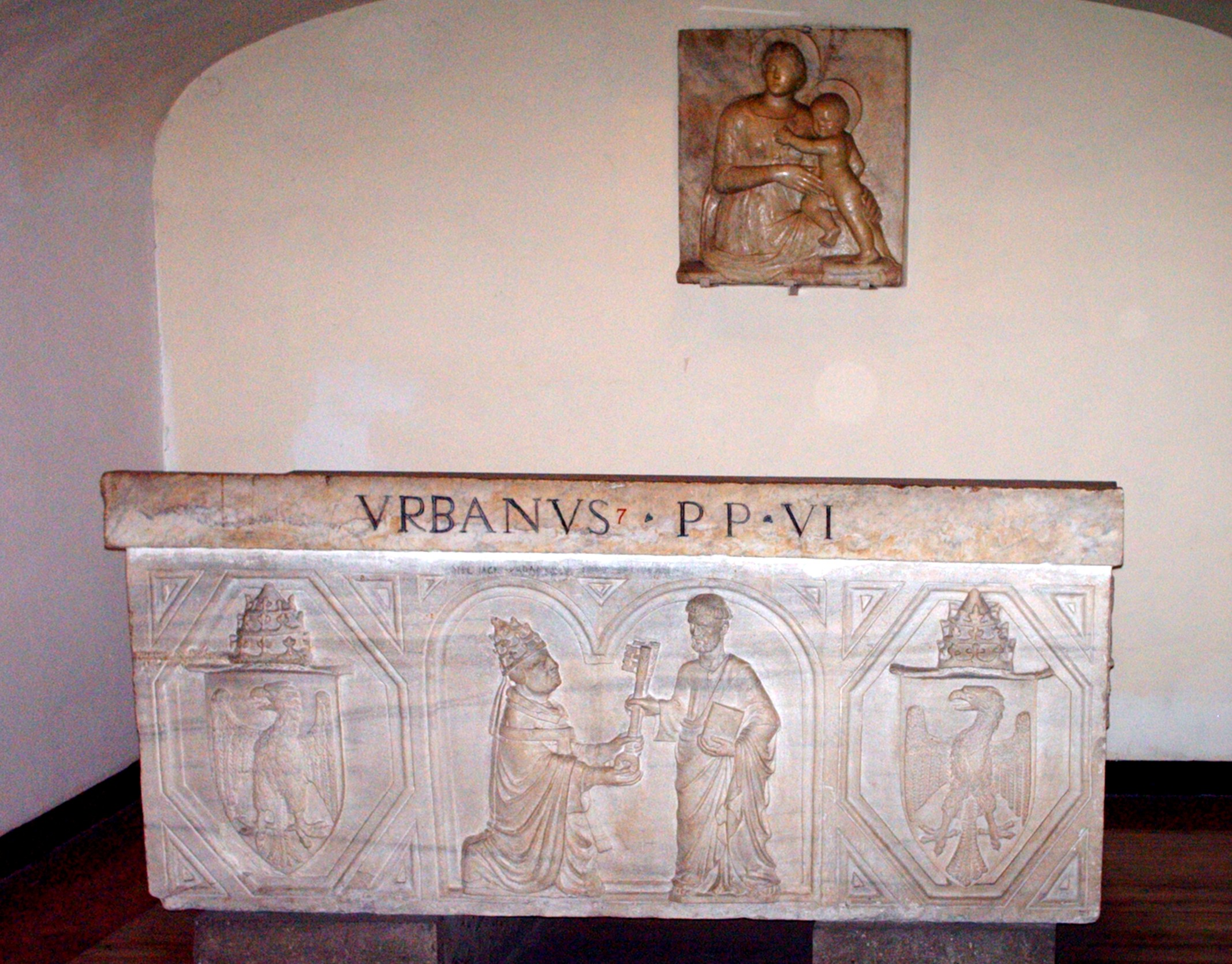
Саркофаг Урбана VI

30 жовтня 1383 року папа зустрівся для перемовин з Карлом в Аверсі, де той захопив папу в полон. Папа був бранцем до смерті Луї 20 вересня 1384 року, коли йому повернули свободу. Потім, 1385 року, у Ночера-Інферіоре відбулась спроба змови шести кардиналів (Джованні да Амелія, Джентіле ді Сангро, Адама Істена, Людовіко Донато, Бартоломео да Когорно й Маріано дель Джудіче), які мали намір усунути від престолу Урбана VI з причини його неспроможності. За наказом папи кардиналів було заарештовано й страчено. Неаполітанських короля й королеву було відлучено від церкви як спільників.
У той час французам удалось захопити Неаполь. Після вбивства 24 лютого 1386 року в Угорщині Карла Неаполітанського Урбан переїхав до Лукки у грудні того ж року. За неаполітанську корону почали боротись син покійного короля Владислав і син Луї Анжуйського Луї II. Одночасно з цим, використовуючи анархію, Урбан намагався віддати Неаполь своєму племіннику Франческо Пріньяно. Він повернув під свій контроль Вітербо й Перуджу.

### Повернення до Рима та смерть
У серпні 1387 року Урбан оголосив хрестовий похід проти Климента VII. До самого серпня 1388 він формував у Перуджі наймане військо. У серпні того ж року він вийшов з Перуджі з 4-тисячним військом. Климент тим часом захопив Неаполь сам, а найманці Урбана, не отримавши платні, розбіглись. Для збільшення грошових надходжень Урбан проголосив 1390 рік ювілейним, попри те, що пройшло тільки 33 роки від попереднього. Під час переходу він упав зі свого мула (в Нарні) й дістався до Рима на початку жовтня 1388 року.
Розруха в Римі сягнула таких розмірів, що Урбану довелось видати постанову, яка забороняла розбирати покинуті палаци й церкви міста на каміння. Йому довелось боротись з комуною, щоб відновлювати папську владу. Невдовзі після цього він помер (15 жовтня 1389 року) у віці 72-х років, оточений загальною ненавистю. Імовірно, причиною смерті були пошкодження від падіння, проте ширились чутки й про отруєння.

## Релігійна діяльність
- 1389 року Урбан VI встановив нове богородичне свято Відвідання Діви Марії, що відзначається в Римо-католицькій церкві 2 липня.
- Видав буллу, що вимагала користуватись лише тими книгами, які вірно списано з оригіналу й не містять нічого, що б суперечило догматам церкви.
- Переніс Ювілейний рік з кожних 50 на кожні 33 роки.
- Видав буллу[7], адресовану шведським єпископам від 13 грудня 1378 року. За відомостями булли, під час російських нападів проливалась «кров християн» та «на збиток католицькій вірі, яку утискають ці росіяни, були здійснені грабежі та спалення церков…». Під «християнами» тут розуміються шведи й давно навернені в католицтво фіни. Урбан VI у своїй буллі доручив обом шведським єпископам у межах їхніх єпархій закликати всіх вірних християн до боротьби проти росіян — ворогів католицької релігії.[8].
- 17 квітня 1388 року надіслав польському королю Ягелло I буллу, в якій визнавав дійсним акт хрещення за римським обрядом Великого князівства Литовського[9]

## У культурі
- Згадується у всіх романах про Бальтазара Косса.
- Картина Джона Кольєра, що зображує папу в саду